# Martin Emerich
Martin Emerich (* 27. April 1846 in Baltimore, Maryland; † 27. September 1922 in New York City) war ein US-amerikanischer Politiker der Demokratischen Partei, der den Bundesstaat Illinois für eine Legislaturperiode im US-Repräsentantenhaus vertrat.

## Leben
Nach dem Besuch öffentlicher Schulen war Emerich im Importgewerbe tätig und wurde 1870 zum Bezirkskommissar für die Armen in Baltimore ernannt. Zwischen 1880 und 1884 war er Aide-de-camp des Gouverneurs von Maryland, William Thomas Hamilton, und gleichzeitig zwischen 1881 und 1883 Mitglied des Abgeordnetenhauses von Maryland. Danach war er von 1884 bis 1887 Aide-de-camp von Elihu Jackson, einem Mitglied des Senats von Maryland, der am 8. November 1887 zum Gouverneur Marylands gewählt wurde.
1887 ließ er sich in Chicago nieder und war dort als Kaufmann tätig, ehe er 1896 Eigentümer einer Fabrik für Backsteine wurde. Dazwischen war er von 1892 bis 1894 Mitglied des Verwaltungsrates (Board of Commissioners) von Cook County sowie 1897 Assessor von Süd-Chicago.
Bei den US-Kongresswahlen 1902 wurde er als Kandidat der Demokraten zum Mitglied in das US-Repräsentantenhaus gewählt und vertrat dort vom 4. März 1903 bis zum 3. März 1905 für eine Legislaturperiode den ersten Kongresswahlbezirk von Illinois. 1904 verzichtete er auf eine erneute Kandidatur.
Nach seinem Tod während eines Besuchs in New York City wurde er auf dem Rosehill Cemetery in Illinois beigesetzt.